# Génie militaire (Rome antique)
Pour les articles homonymes, voir Génie militaire (homonymie).
Le génie militaire à l'époque romaine était un corps formé par des ingénieurs, des architectes, des géomètres, des menuisiers et des forgerons, sous le commandement d'un praefectus fabrum et intégré aux légions romaines (au moins jusqu'au IIe siècle). Sa fonction était d'apporter un support technique aux armées romaines républicaine et impériale, en dirigeant les travaux pendant la construction d’œuvres d'ingénierie militaire. Les simples soldats constituaient la main d’œuvre nécessaire pour la réalisation des constructions. Le génie militaire était en fait composé d'ouvriers et d'artisans de la société romaine. Les premiers membres sont attribués au roi Servius Tullius qui aurait créé deux centuries.
La principale tâche du génie était, par conséquent, de fournir un soutien technique adéquat aux unités combattantes lors des déplacements (avec la construction du camp de marche, des ponts militaires, des routes…), des opérations de siège de villes ennemies (avec la construction d'armes de siège, des rampes et des remblais, des palissades autour des villes assiégées…), en créant des œuvres de protection des frontières provinciales (par exemple le mur d'Hadrien, le limes germanico-rhétique, les castra stativa…), jusqu'à la construction de structures de génie civil en temps de paix (comme les murs pour protéger les colonies reconnues comme « stratégiques », comme à Ulpia Traiana Sarmizegetusa ou Augusta Prætoria Salassorum, des aqueducs, des amphithéâtres, des ponts de pierre…).